# Đanluka Ramacoti
Đanluka Ramacoti (ital. Gianluca Ramazzoti, 22. avgust 1970) je italijanski televizijski i pozorišni glumac, koji pozajmljuje glas u brojnim sinhronizovanim filmovima i serijama. 

## Biografija
Đanluka Ramacotise školovao u Teatru Kalabrije, časovima u varšavskom teatru i u Parizu u Theatre du Soleil. Priključio se pozorišnoj trupi Bagaglino i sarađivao u predstavama i TV-seriji u njenoj produkciji.
Osim u Bagaglinu, glumio je u TV-seriji Vivere i Un posto al sole, kao i TV-filmu Il Papa Buono u režiji Rikija Tonjazija.
Takođe radi kao radio-voditelj i pozajmljivač glasa za sinhronizovane filmove, pogotovo kada su u pitanju radio drame Radiodue.
Kao pozorišni glumac je nastupao u ulozi 'Bojata u muzičkoj komediji Rugantino.
Tečno govori francuski, engleski i španski jezik.

## Spoljašnje veze
- Zvanični sajt
- Đanluka Ramacoti на веб-сајту  (језик: енглески)